# 36 (število)
36 (šéstintrídeset) je naravno število, za katero velja 36 = 35 + 1 = 37 - 1.

## V matematiki
- sestavljeno število.
- peto Zuckermanovo število v bazi 10: {\displaystyle 36\mid 3\cdot 6=18\,\!}.
- šesto zelo sestavljeno število.
- šesto kvadratno število {\displaystyle 36=6^{2}\,\!}.
- osmo trikotniško število {\displaystyle 36=8(8+1)/2\,\!}.
- drugo trikotniško kvadratno število.
- najmanjše število n, za katero ima enačba φ(x) = n natanko 8 rešitev. Rešitve enačbe so: 37, 57, 63, 74, 76, 108, 114, 126.
- Harshadovo število.
- šesto obilno število {\displaystyle \sigma ^{*}(36)=1+2+3+4+6+9+12+18=55>36}.
- najmanjše število, katerega vsota njegovih števk je enaka 36 je 9999 (9+9+9+9=36).
- Ulamovo število {\displaystyle 36=8+28\,\!}.

## V znanosti
- vrstno število 36 ima kripton (Kr).

## Drugo

### Leta
- 436 pr. n. št., 336 pr. n. št., 236 pr. n. št., 136 pr. n. št., 36 pr. n. št.
- 36, 136, 236, 336, 436, 536, 636, 736, 836, 936, 1036, 1136, 1236, 1336, 1436, 1536, 1636, 1736, 1836, 1936, 2036, 2136